# Acide phosphoénolpyruvique
Pour les articles homonymes, voir PEP.
L’acide phosphoénolpyruvique — ou phosphoénolpyruvate sous forme déprotonée, abrégée en PEP — est un composé organique important en biochimie, en raison notamment de son groupe phosphate à haut potentiel de transfert (ΔG°' = −61,9 kJ mol−1, valeur la plus élevée trouvée chez les êtres vivants). Il intervient par conséquent comme métabolite de la glycolyse en relation avec la chaîne respiratoire, fournissant l'énergie nécessaire à la phosphorylation d'une molécule d'ADP en ATP. Il intervient également comme accepteur de CO2 hydraté (HCO3-) chez les plantes au métabolisme C4 ou CAM, pour former l'oxaloacétate, dans une réaction catalysée par la phosphoénolpyruvate carboxylase.

## Rôle dans la glycolyse
Pour un article plus général, voir glycolyse.
| 'Biosynthèse'                                     | 'Biosynthèse'                                     | 'Biosynthèse'                                     |  | 'Dégradation'                 | 'Dégradation'                 | 'Dégradation'                 |
|                                                   | {\displaystyle \rightleftharpoons } H2O +         |                                                   |  |                               | + ADP + H+ → ATP +            |                               |
| 2PG                                               |                                                   | PEP                                               |  | PEP                           |                               | Pyruvate                      |
| Énolase (phosphopyruvate hydratase) – EC 4.2.1.11 | Énolase (phosphopyruvate hydratase) – EC 4.2.1.11 | Énolase (phosphopyruvate hydratase) – EC 4.2.1.11 |  | Pyruvate kinase – EC 2.7.1.40 | Pyruvate kinase – EC 2.7.1.40 | Pyruvate kinase – EC 2.7.1.40 |

### Biosynthèse
Le 2-phospho-D-glycérate (2PG) produit au cours de la glycolyse est déshydraté par une lyase, l’énolase (ou phosphopyruvate hydratase), pour former le phosphoénolpyruvate (PEP). Un cation Mg2+ est requis comme « catalyseur » de la réaction de déshydratation, tandis qu'un second Mg2+ intervient avec un rôle « conformationnel » en coordination avec le groupe carboxyle du 2PG.

### Dégradation
Le groupe phosphate à haut potentiel de transfert (ΔG°' = −61,9 kJ mol−1) du PEP permet la phosphorylation d'une molécule d'ADP en ATP par la pyruvate kinase. Un cation Mg2+ est nécessaire à cette réaction comme cofacteur.